# NGC 6765
NGC 6765 ist ein planetarischer Nebel im Sternbild Leier. 
Das Objekt wurde am 28. Juni 1864 von dem Astronomen Albert Marth entdeckt.